# اوسک (ناحیه ییچین)
اوسک (به چکی: Osek) یک منطقهٔ مسکونی در جمهوری چک است که در شهرستان ییچین واقع شده‌است. اوسک ۱۶۴ نفر جمعیت دارد.